# Микки: Однажды под Рождество
«Микки: Однажды под Рождество» — анимационный рождественский антологический мультфильм 1999 года. Снят телевизионной компаний Уолта Диснея и получил премию за лучший анимационный фильм на 5-м фестивале анимационных фильмов в Кечкемете в 1999 году.
Мультфильм включает в себя 3 мультфильма: Дональд Дак: Застрял на Рождество, Очень тупое Рождество, Микки и Дар волхвов Минни. Продолжение под названием «Микки: И снова под Рождество» вышло в 2004 году.

## Описание
Микки, Минни и их знаменитые друзья Гуфи, Дональд, Дейзи и Плуто собираются вместе, чтобы рассказать в трех удивительных историях о волшебстве Рождества. Минни и Микки расскажут о том, как однажды решили подарить друг другу незабываемое Рождество. Гуфи и Макс поделятся впечатлениями о своих рождественских приключениях, а еще о том, как к ним в гости пришел настоящий Санта Клаус. Племянники Дональда, Хьюи, Дьюи и Луи вспоминают те дни, когда они мечтали о наступлении Рождества каждый день, что, в конце концов, привело к веселой катастрофе.

## Сюжет
Вот и наступил самый долгожданный праздник — Рождество! Всё готово: носки развешаны, подарки уложены, ёлка наряжена. Но прежде нам покажут три особых подарка. С каждым из них связана своя история, которую нам и расскажут. И каждая история несёт свою мораль!

#### День Рождества
Хотелось бы вам, чтобы Рождество было каждый день? Так ли это приятно? Ну что ж давайте узнаем это от трёх наших знакомых утят.
Вот и наступило Рождество! Билли, Вилли и Дилли спешат под ёлку, посмотреть на подарки. И вот они их развернули. Правда при этом Дональд уронил на себя завтрак. Он очень злиться, но ребята просят прощения. Дональд успокаивается и показывает им подарок от себя — новые санки. Ребята в восторге! Схватив подарок, они бегут кататься, даже не прочитав открытку от дяди. Но на пороги они сталкиваются с Дейзи, дядюшкой Скруджем и тётей Герти, которая их расцеловывает. Но потом они начинают кататься. Наступило время ужина. Дейзи подаёт индейку и произносит речь. Правда ребята её не слушают, а сразу приступают к еде. Это злит Дональда, но Дейзи на их стороне. После обеда дядя Скрудж предлагает спеть, но утятам интереснее играть с подарками. Вот наступила ночь и все разошлись. Утятки поднимаются к себе. И вот они видят первую звезду и решаются загадать желание — чтобы Рождество не кончалось!
И вот утром их будят празднующие Чип и Дейл. А заглянув в сундук, ребята не находят подарков, а календаре сплошное 25 декабря. Чтобы полностью удостовериться, они заглядывают под ёлку, напугав Дональда. Они пытаются рассказать о своём желании, но Дональд явно не помнит вчерашний день. Но ребята хватают санки и снова развлекаются. Ложась спать, они надеются на повторение. И утром всё снова повторяется. Ребята наслаждаются вечным праздником. Но вскоре это им надоедает! И вот они решаются испортить следующее Рождество.
На следующий день они делают гадости всем — специально делают подножку Дональду, надевают водолазные костюмы при поцелуях с тётей Герти и даже подсовывают живую индейку.

## Роли
- Уэйн Олвайн — Микки Маус
- Русси Тейлор — Минни Маус, Билли, Вилли и Дилли
- Тони Ансельмо — Дональд Дак
- Тресс МакНейл — Дейзи Дак, Чип и тёти Герти
- Дайан Мишель — Дейзи Дак (Дар волхвов)
- Алан Янг — Скруджа МакДака
- Билл Фармер — Гуфи, Плуто, Горация Хорсеколлара
- Кори Бертон — Дейл
- Шон Флеминг — Макс Гуфи
- Джим Каммингс — Пит
- Джефф Беннетт — папа-пожарник № 2
- Грегг Бергер — мистер Андерсон и Шоппер
- Кайли Демпси — Малыш № 2
- Тейлор Демпси — Маленький Джимми и Малыш № 1
- Эндрю МакДоно — мальчик Пэт
- Фрэнк Велкер — Турция и Фигаро
- Эйприл Винчелл — Корова Кларабель
- Келси Грэммер — Рассказчик
- Томми Морган — соло гармоники Микки.